# کوچران‌ویل (پنسیلوانیا)
کوچران‌ویل (به انگلیسی: Cochranville) یک منطقهٔ مسکونی در ایالات متحده آمریکا است که در شهرستان چستر، پنسیلوانیا واقع شده‌است. کوچران‌ویل ۲٫۹ کیلومتر مربع مساحت و ۶۶۸ نفر جمعیت دارد و ۱۷۷٫۴ متر بالاتر از سطح دریا واقع شده‌است.